# Transbalkanica
Transbalkanica este un proiect muzical de jazz/etno electronic, lansat în 2005 de către dirijorul și compozitorul Marcel Ștefăneț prin intermediul MediaPro Music.
Ștefăneț a selecționat instrumentiștii, a compus muzica și a coordonat întreg proiectul. Astfel, a început sa ia formă albumul cu același nume, care include 14 piese.
Marcel Ștefăneț, omul din spatele Transbalkanica, este un cunoscut instrumentist, compozitor si aranjor de muzica jazz și etno din Republica Moldova. Conform propriilor declarații, el a început acest proiect din pură dragoste pentru muzică și nimic mai mult.
Pe lângă Marcel Ștefăneț, care mânuiește cu măiestrie vioara și viola, poiectul reunește o echipă complexă de instrumentiști cu experiență: Codruț Farcaș, Geta Ciuiu, Anișoara Dabija, Natalia Proca (soliști); Andrii Ciorda și Igor Cuciuc (strigături); Cezar Cazanoi (flaut, fluier, caval); Valentin Boghean (cimpoi, fluier, caval); Radu Daud (clarinet, saxofon-sopran); Adam Stinga (trompetă); Valeriu Cașcaval (țambal); Igor Iachimciuc (chitară); Mihai Socodei (bas); Sergiu Diaconu (cobză); Leonid Koida (percuție); Petru Moiseev și Tudor Stângă (tobe).